# Artarios
Artarios (altpersisch: Artareme) war ein Angehöriger der persischen Achämenidendynastie im 5. vorchristlichen Jahrhundert. Er war ein Sohn des Großkönigs Xerxes I. mit einer unbekannten Nebenfrau.
Unter Artaxerxes I., Xerxes II. und Dareios II. amtierte Artarios als Satrap in Babylonien. Er wird von Ktesias von Knidos (Persika 38, 39 [nach Lenfants Edition: 41, 42]) erwähnt. Demnach wurde er in den Jahren nach 456 v. Chr. als Bote mit einer Gesandtschaft zu dem Rebellen Megabyzos II. gesandt, um zwischen diesem und Artaxerxes I. zu vermitteln. Megabyzos hatte kurz zuvor zwei königliche Heere besiegt und dabei auch Menostanes, den Sohn des Artarios, schwer verwundet.
Aus erhaltenen Tontafeln der Murašû-Familie aus Nippur, in denen auch Menostanes erwähnt wird, ist der altpersische Name des Artarios verzeichnet.